# Atomics Weapons Establishment

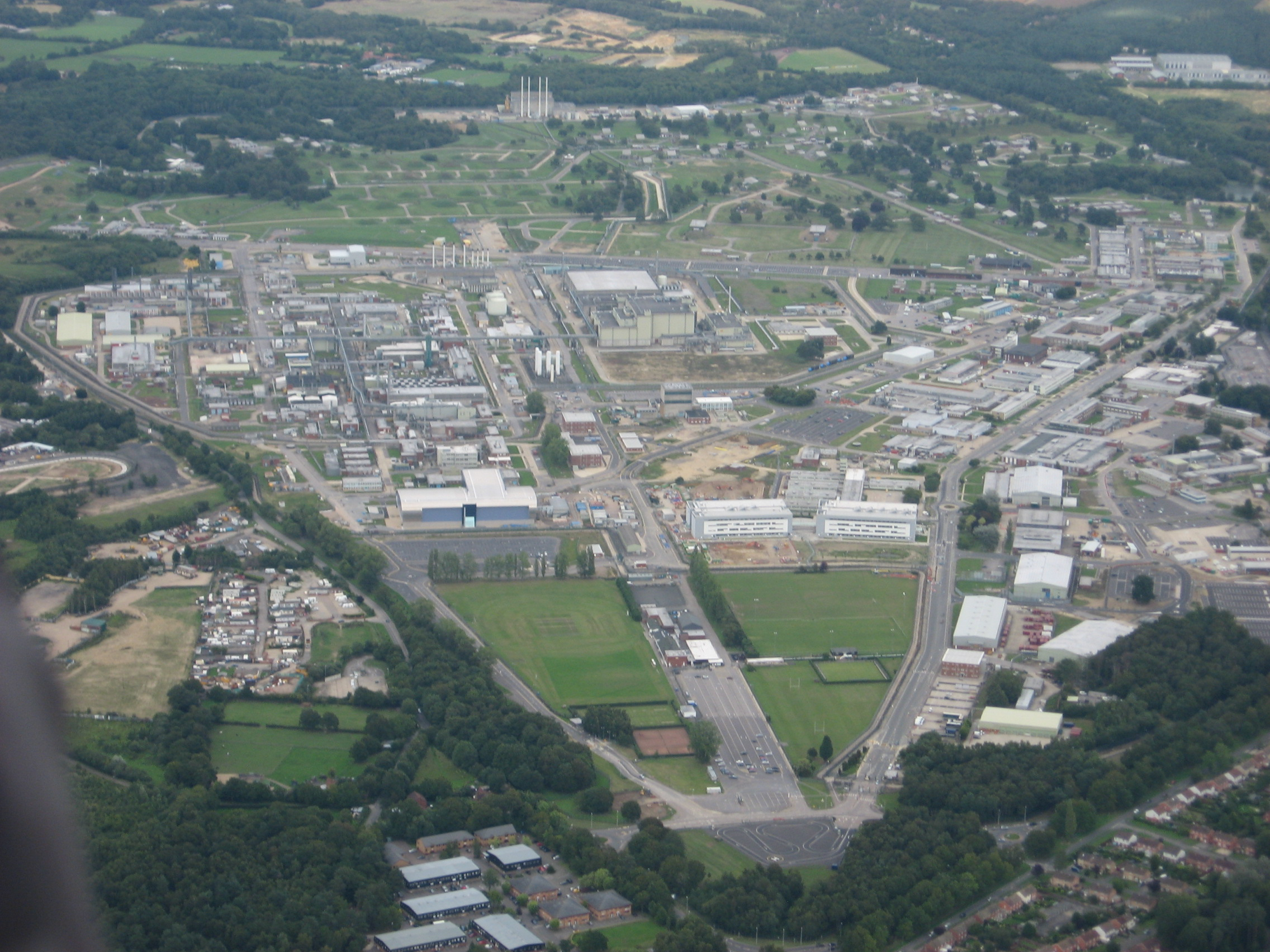
AWE, Aldermaston, rok 2009

Atomics Weapons Establishment (d. Atomics Weapons Research Establishment) – brytyjski ośrodek badań nad bronią jądrową w Aldermaston. Utworzony 1 kwietnia 1950 jako Atomics Weapons Research Establishment, przez ministerstwo zaopatrzenia, na terenie bazy lotniczej Aldermaston. Częściowo sprywatyzowana w roku 2000.